# ТЭЦ Гарбары
ТЭЦ Гарбары (ЭС-1) — бывшая теплоэлектроцентраль в центральной Польше в городе Познань.
Ещё в 1904 году в Познани открыли электростанцию Гробле, которая первоначально имела две паровые турбины мощностью по 1 МВт, а в 1914 году получила ещё две с показателями по 4 МВт. Однако уже через полтора десятилетия растущий спрос вынудил начать строительство новой станции, известной как Гарбары. В 1929 году здесь запустили три пылеугольных котла и два турбогенератора мощностью по 8 МВт (с возможностью увеличения до 10 МВт). Один из них состоял из турбины чешского Первого Брненского машиностроительного завода и генератора немецкой компании Siemens-Schuckert, тогда как второй полностью поставила швейцарская Brown Boveri.
В 1931 году в центральной котельной смонтировали четвёртый котёл, изготовленный познанским заводом Ипполита Цегельского (Hipolit Cegielski), что позволило довести мощность станции до 20 МВт.
Во время немецкой оккупации в годы Второй мировой войны произошло расширение ТЭС. В 1941 году здесь установили котёл производства Maschinenfabrik Germania vormals J. S. Schwalbe & Sohn из Хемница, к которому в следующем году добавили котёл завода Цегельского, носившего тогда название Deutsche Waffen- und Munitionsfabriken Posen. Это позволило запустить третий агрегат мощностью 15 МВт, который имел турбину Первого Брненского машиностроительного завода и генератор Siemens-Schuckert.
После окончания войны, в 1952 году, смонтировали четвёртый агрегат производства шведской ASEA-Stal, который имел турбину мощностью 30 МВт и два генератора.
С 1959 года станция начала поставлять технологический пар, а в середине 1960-х её подключили к системе отопления.
В 1970-х агрегаты № 1 и 4 выбыли из эксплуатации из-за поломок, тогда как № 3 и 2 проработали до 1999 и 2001 года соответственно. После закрытия станции Гарбары в Познани продолжила работать ТЭЦ Каролин (ЭС-2).